# Джемини 10
Джемини 10 (на английски: Gemini 10) е осми пилотиран полет от програмата Джемини, петнадесети пилотиран американски и изобщо двадесет и трети космически полет в историята. Екипажът извършва скачване с два безпилотни обекта, на различни по височина орбити и две излизания в открития космос.

## Екипажи

### Основен екипаж
| Пост     | Астронавт                           |
| -------- | ----------------------------------- |
| Командир | Джон Йънг два космически полета     |
| Пилот    | Майкъл Колинс един космически полет |

- Броят на полетите е преди и включително тази мисия.

### Резервен екипаж
| Пост     | Астронавт      |
| -------- | -------------- |
| Командир | Алън Бийн      |
| Пилот    | Клифтън Уилямс |

## Цели на мисията
След скачване с мишената „Аджена GATV-5005“ следва преминаване на по-висока орбита с помощта на нейните двигатели. Там следва среща с изведената по-рано за мисия Джемини 8 мишена "Аджена GATV-5003„. Целта е проверка състоянието на мишената при продължително въздействие на космическата радиация. Търсенето на GATV-5003 ще става ръчно поради липса на електричество на борда и. Следва излизане в открития космос на Майкъл Колинс и приближаване до пасивната „Аджена“.

## Полет
Стартът за мишената „Аджена GATV-5005“ е „перфектен“. Около 100 минути по-късно стартира и „Джемини 10“. Търсенето между двата обекта започва веднага и около 6 часа по-късно е успешно осъществено. С помощта на двигателите на ракетната степен апогея на орбитата на „Джемини 10“ е „повдигнат“ до рекордните, дотогава 763 км. По целия път до достигането на тази висока орбита се следят внимателно нивата на радиация. Сега се извършва и първото излизане в открития космос по време на тази мисия. Отново с помощта на двигателя на „Аджена“ се коригира орбитата до тази на „Аджена GATV-5003“. Търсенето и откриването на последната става изцяло на ръчен режим. Малко след това става разделянето между „Джемини“ и „Аджена“. Джон Йънг приближава корабът на разстояние на 3 метра до „Аджена GATV-5003“. Тогава, около 2 денонощия след началото на мисията започва втората космическа разходка на Майкъл Колинс. Първата задача е да събере експонираните образци по външната страна на кораба по време на първото излизане. Втората е прехвърляне на „Аджена GATV-5003“. Астронавтът използва по време на придвижването си между двата апарата реактивен пистолет и е „вързан“ с въже, дълго около 15 м.
На 21 юли, 70 часа и 10 минути след началото на мисията капсулата с астронавтите се приводнява на около 5,6 км разстояние от предвиденото място. Екипажът е прибран от американския кораб USS Guadalcanal (LPH-7).

## Параметри на мисията
- Маса на кораба: 3762,6 кг
- Перигей: 159,9 км
- Апогей: 268,9 км
- Инклинация: 28,87°
- Орбитален период: 88.79 мин

### Скачване сАджена GATV-5005
| Начало                | Край                  | Продължителност   |
| --------------------- | --------------------- | ----------------- |
| 19 юли 1966 04:15 UTC | 20 юли 1966 19:00 UTC | 14 часа 45 минути |

### Космически разходки
| № | Участници     | Начало                | Край                  | Продължителност    |
| - | ------------- | --------------------- | --------------------- | ------------------ |
| 1 | Майкъл Колинс | 19 юли 1966 21:44 UTC | 19 юли 1966 22:33 UTC | 0 часа и 49 минути |
| 2 | Майкъл Колинс | 20 юли 1966 23:01 UTC | 20 юли 1966 23:40 UTC | 0 часа и 39 минути |

## Галерия
- Първата снимка на Аджена.
- Снимка на Аджена GATV-5005. Светлината е от работещия и двигател.
- Приводняването.
- Капсулата, изложена Kansas Cosmosphere and Space Center в Хътчинсън, Канзас.